# Banco Edwards Citi
El Banco Edwards Citi (anteriormente Banco Edwards del Banco de Chile y Banco de A. Edwards) es un banco chileno. En la actualidad, es una marca del Banco de Chile y opera como una red concentrada en la banca de personas de ingresos altos. Tiene presencia en las regiones Metropolitana, de Valparaíso, del Biobío y de La Araucanía.

## Historia

### Primera época (1852-1972)

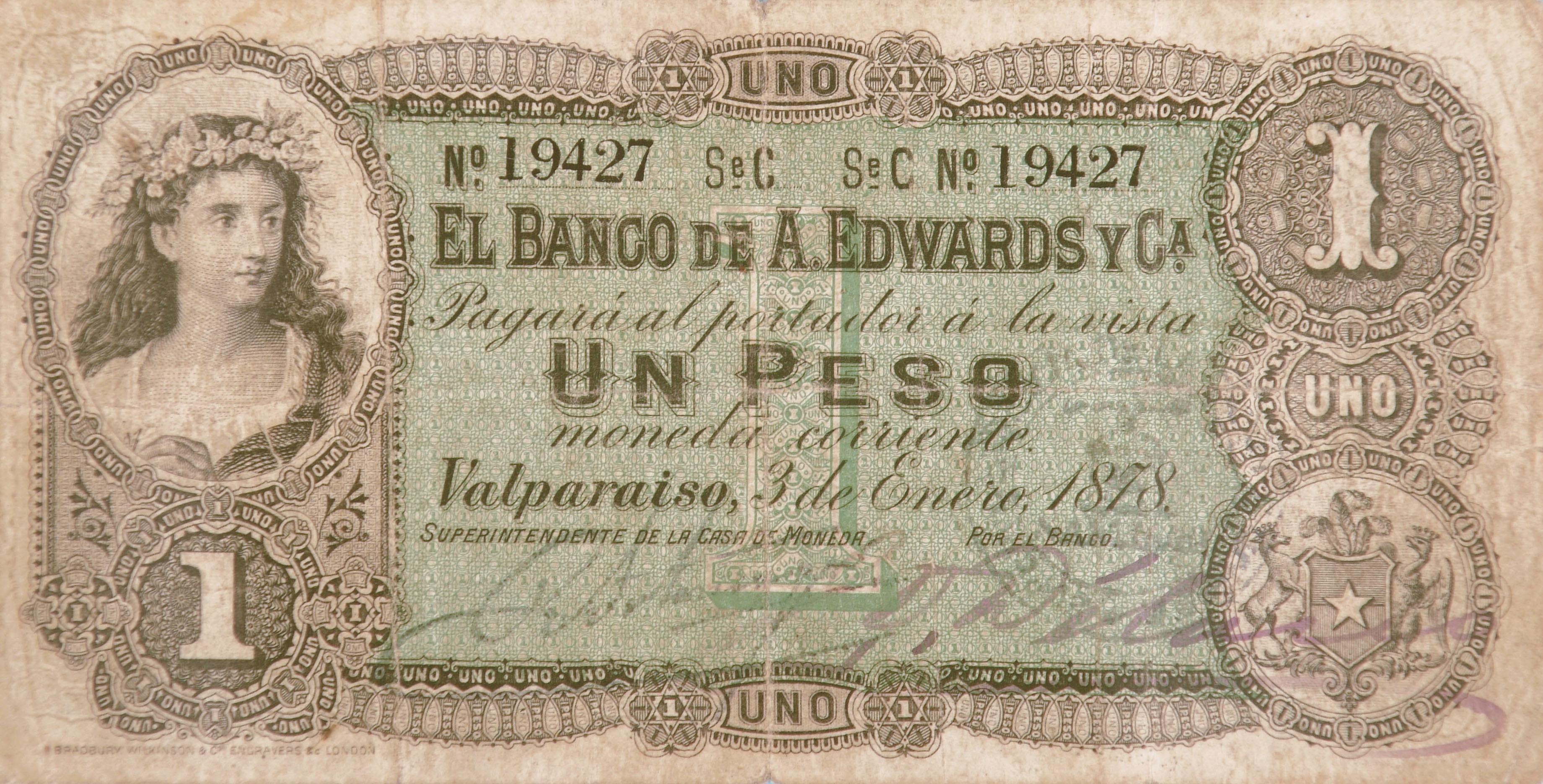
Billete de un peso emitido por el Banco de A. Edwards en 1908.

Fue fundado en 1852 por Agustín Edwards Ossandón, inicialmente como casa de préstamos, convirtiéndose oficialmente en el Banco de A. Edwards i Ca. el 5 de enero de 1867. El 4 de septiembre de 1913 la familia Edwards refunda la institución bajo el nombre de Banco de A. Edwards y Compañía.
En 1971 el banco es nacionalizado y liquidado bajo el gobierno de Salvador Allende. Previamente, fue intervenido y se nombró a Ricardo Lagos Escobar como administrador delegado de la institución. Los activos y parte del pasivo del banco fue traspasado al Banco Comercial de Curicó.

### Segunda época (1980-2008)
En 1979 la familia Edwards y otros inversionistas adquirieron el Banco de Constitución, fundado en 1912, y en 1980 le cambian el nombre a Banco de A. Edwards. En 1986, Jacob e Isaac Ergas adquieren el control mayoritario del banco, pero la familia Edwards conserva una participación importante de la propiedad. 
Desde 1987 tuvo un fuerte crecimiento, triplicando el número de sucursales, multiplicando nueve veces el número de clientes y alcanzando en el 2000 el 8,3 % del mercado.
Para el año 2000 el banco contaba con 2706 empleados y una red de 86 sucursales en varias regiones de Chile. Ofrecía una amplia diversidad de servicios financieras tales como leasing, fondos mutuos, fondos de inversión, corredora de valores, asesorías financieras, distribución de seguros y factoring. Se orientaba principalmente a las medianas y grandes empresas, así como a personas de ingresos medios-altos.

#### Adquisición y fusión con el Banco de Chile
En 1999, el Banco de A. Edwards era el quinto privado en Chile, con una participación de mercado de 7,5 % en colocaciones y un patrimonio bursátil de casi US$ 544 millones. Ese mismo año, el grupo Quiñenco, ligado a la familia Luksic, ingresó a la propiedad de la institución por medio de la adquisición del 51,2 % de su capital accionario. Primero, la familia Ergas cedió el 43,48 % de la propiedad por US$ 244,1 millones. Posteriormente, Jacob Ergas vendió otro 7 % por US$ 39,3 millones.
Al mismo tiempo, Quiñenco adquiere el 8,3 % de la propiedad del Banco de Chile, porcentaje que fue aumentando paulatinamente con el tiempo, hasta que en enero de 2001, la Superintendencia de Bancos e Instituciones Financieras autoriza al grupo Luksic a acceder al control simultáneo de los bancos Chile y Edwards, condicionado a la mantención de ciertos parámetros de solvencia.
De esta forma, la fusión se concreta un año más tarde, el 2 de enero de 2002, con la integración total y definitiva de ambas instituciones. Los accionistas del Banco de A. Edwards recibieron acciones del banco fusionado representativas del 34 % de su propiedad.
Como parte de esta operación, el Banco CrediChile absorbió a Finandes, la división de consumo del Banco de A. Edwards.

### Banco Edwards Citi (2008-presente)

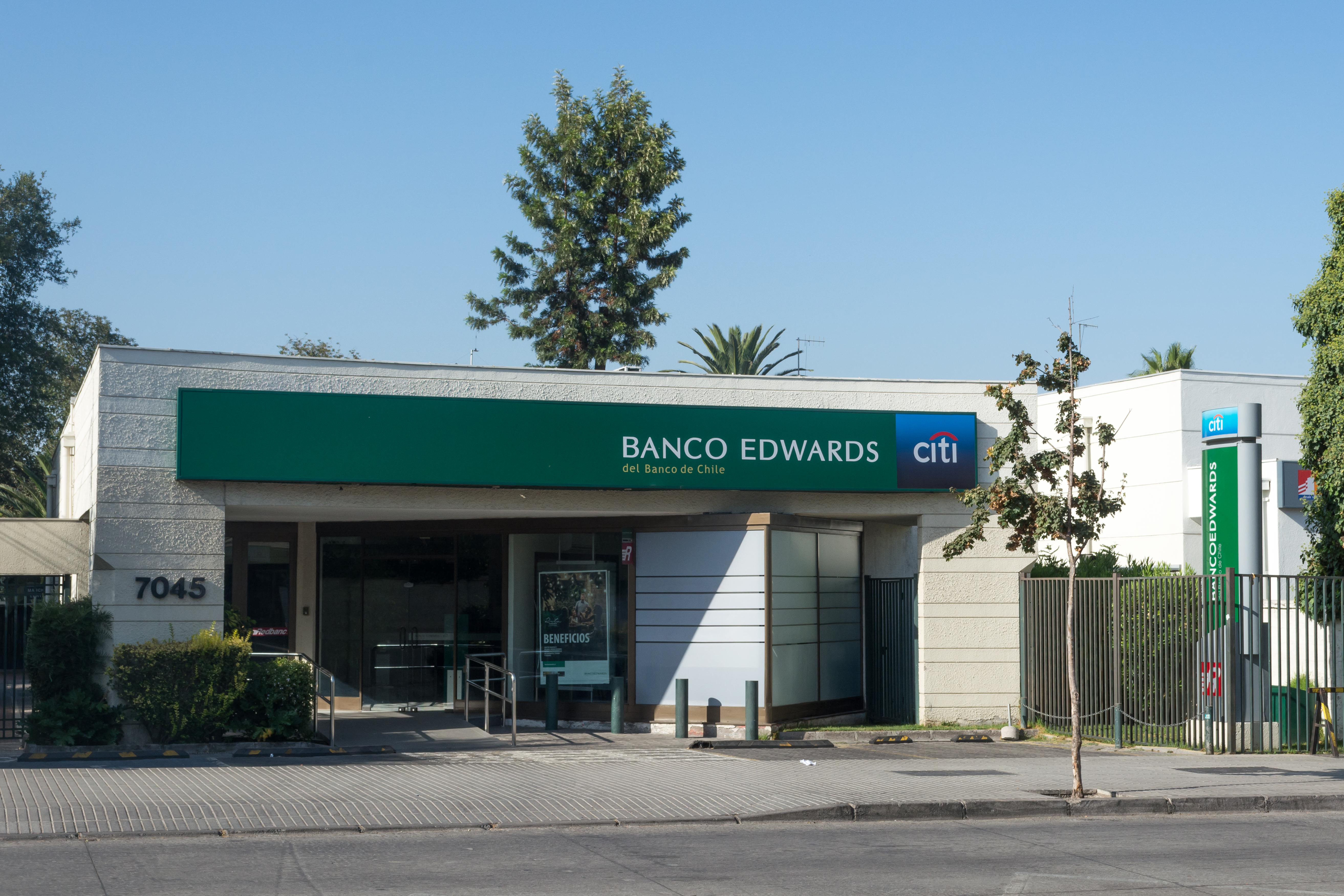
Sucursal del Banco Edwards Citi en La Reina, Santiago.

En julio de 2007, el grupo Luksic anunció un acuerdo con Citigroup para fusionar los bancos Chile y Citibank, operación que se materializó el 1 de enero de 2008. A partir de este momento, el nombre de la institución pasó a ser Banco Edwards Citi.
Tras la operación, 14 sucursales de la red Citibank se sumaron a la marca Edwards Citi. 
Actualmente, el banco cuenta con 32 sucursales: 22 se encuentran en la Región Metropolitana (principalmente en el sector oriente y en el centro), 6 en la Región de Valparaíso, 3 en la Región del Bío-Bío. y 1 en la Región de la Araucanía Los clientes de la institución además pueden utilizar la red del Banco de Chile, que está presente a nivel nacional.
El Banco Edwards Citi está orientado al segmento de ingresos altos. De hecho, se exige una renta superior a CLP 1,5 millones (en la zona metropolitana) y estudios profesionales como condición general para ser cuentacorrentista. Sus segmentos son Banca Personas, Banca Preferencial y Banca Privada.